# Abel Egede (Polizist)
Abel Mølgaard Egede (* 4. Mai 1945 in Nuuk; † 15. Februar 2006) war ein grönländischer Polizist und Kommunalpolitiker.

## Leben
Abel Egede war der Sohn des Schreiners Jørgen Egede († 1976) und seiner Frau Martha Mølgaard. Damit war er der Bruder des Politikers und Unternehmers Hans Pavia Egede (1954–2018). Er heiratete am 5. August 1967 die dänische Krankenschwester Lil-Ann Frandsen (* 1945).
Abel Egede machte 1964 sein Realexamen und begann im selben Jahr bei der Polizei zu arbeiten. Er wurde an der Polizeischule in Kopenhagen ausgebildet und war von 1966 bis 1969 in Tårnby tätig. Von 1968 bis 1972 war er Verwaltungsmitglied der Grönländischen Polizeivereinigung, die letzten beiden Jahre als Vorsitzender. 1973 ließ er sich auf der Polizeischule fortbilden. Anschließend war er von 1974 bis 1976 wieder Vorsitzender der Polizeivereinigung. 1976 begann er selbst als Lehrer an der Polizeischule zu arbeiten. 1981 wurde er Polizeikommissar und 1986 -inspektor. 2002 zog er nach Dänemark, wo er bei der Rigspolitiet für skandinavische Polizeizusammenarbeit zuständig war.
Von 1977 bis 1981 war er Mitglied des Rats der Gemeinde Nuuk, die letzten zwei Jahre davon als Vizebürgermeister. Ab 1988 war er Aufsichtsratsmitglied von Grønlandsbanken, ab 1997 als Vizevorsitzender.
Abel Egede initiierte in seiner Zeit als Vorsitzender der Polizeivereinigung die Polizistenausbildung in Grönland, die 1973 eingeführt wurde. Für seine Verdienste wurde er am 21. März 2000 mit dem Nersornaat in Silber ausgezeichnet. Dazu trug er seit 1997 den Dannebrogorden, seit 1991 das Polizeiehrenzeichen und die Medaille der Rotary-Stiftung. Abel Egede starb 2006 im Alter von 60 Jahren.